# Homegrown - I piantasoldi
Homegrown - I piantasoldi è un film del 1998 diretto da Stephen Gyllenhaal.

## Trama
Tre abili professionisti coltivano e raccolgono fiori di marijuana per il contrabbando, con amorevolezza e passione. Quando, assistito all'omicidio del loro boss, decidono di rilevare l'azienda, tra pericoli, doppi giochi e falsità, si ritrovano a gestire un affare più grande di loro.

## Produzione
Prodotto dalla società Lakeshore International, il film venne girato in varie città della California fra cui Aptos, Felton, Mendocino, San Francisco e Santa Cruz.

## Distribuzione

### Data di uscita
Il film venne distribuito in varie nazioni, fra cui:
- Stati Uniti d'America, Homegrown 17 aprile 1998
- Danimarca 22 maggio 1998
- Islanda 12 giugno 1998
- Australia 26 novembre 1998
- Svezia, På farlig mark 19 gennaio 1999 (anteprima video)
- Nuova Zelanda 14 febbraio 1999
- Giappone 22 gennaio 2000
- Spagna 9 giugno 2000
- Italia, Homegrown - I piantasoldi 19 luglio 2004 (prima in TV)